# ماروها نیچیرو
ماروها نیچیرو (انگلیسی: Maruha Nichiro) شرکت صنایع غذایی ژاپنی است، که در سال ۱۹۴۳ تأسیس شد.